# Ezaki Glico

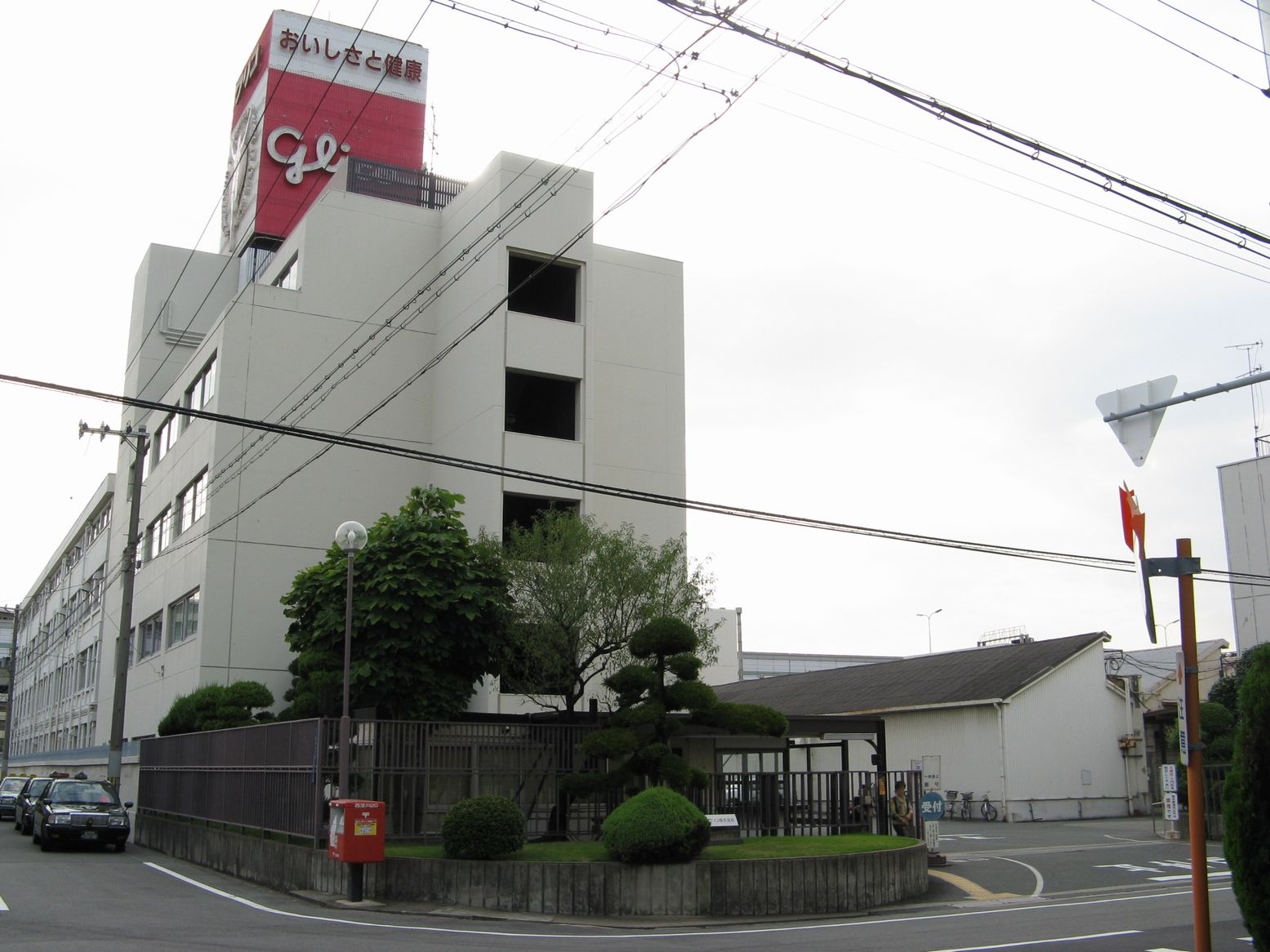
Hauptzentrale

Logo

Ezaki Glico Co., Ltd. (englisch für japanisch 江崎グリコ株式会社 Ezaki Guriko Kabushiki-gaisha) ist ein international agierender japanischer Lebensmittelhersteller mit Hauptsitz in Nishiyodogawa-ku, Ōsaka-shi, Osaka-fu, Japan. Das Unternehmen ist vor allem für seine süßen und herzhaften Snacks bekannt, darunter die beliebten Marken „Pocky“ und „Pretz“. Seit seiner Gründung im Jahr 1922 hat sich Ezaki Glico einen festen Platz auf dem globalen Markt erarbeitet. 2016 hatte Ezaki Glico einen Umsatz von 338.437 Millionen ¥. Laut der International Cocoa Organization ist Ezaki Glico der weltweit achtgrößte Süßwarenhersteller.

## Geschichte
Im Jahr 1919 entwickelte Riichi Ezaki ein Karamellbonbon mit aus Austern gewonnenem Glykogen. Das Karamellbonbon erhielt den Namen „Glico“, eine Abkürzung des englischen Wortes Glycogen. Am 11. Februar 1922 begann Riichi mit dem Verkauf von Glico-Produkten in der Mitsukoshi-Filiale in Osaka.
Später, im Jahr 1922, gründete Riichi ein Unternehmen, Ezaki Glico Co., Ltd.  Die Fabriken in Osaka und Tokio wurden im Zweiten Weltkrieg zerstört und 1951 wiedereröffnet. Beliebte Produkte wie Pretz und Pocky wurden 1963 bzw. 1966 eingeführt.
1984 kam es zum Fall Glico Morinaga, einer Reihe von kriminellen Vorfällen gegen große japanische Lebensmittelhersteller. Ezaki Glico und andere Opfer gerieten ins Visier einer Gruppe namens „Das Monster mit 21 Gesichtern“. Die Gruppe behauptete, Süßigkeiten im Wert von 21 Millionen Dollar (2,26 Milliarden Yen) seien mit Kaliumcyanid versetzt worden. Katsuhisa Ezaki, Präsident und CEO, wurde entführt, konnte aber allein entkommen. Ezaki Glico wurde erpresst und sein Büro wurde von den Kriminellen niedergebrannt.